# Filmfare Award за лучший документальный фильм по мнению критиков
Filmfare Award за лучший документальный фильм по мнению критиков (англ. Filmfare Award for Best Documentary) — закрытая ежегодная награда Filmfare Award с 1967 по 1997 года.

## Победители и номинанты

### 1960-е
- 1967 Handicrafts of Rajasthan – Clement T. Baptista
- 1968 India '67 – С. Сухдев
- 1969 Explorer – Promod Pati

### 1970-е
- 1970 Then, The Rain – Рамеш Гупта
- 1971 Koodal – Мушир Ахмед
- 1972 Creations in Metal – Хоми Сетхна
- 1973 Nine Months to Freedom – С. Сухдев
- 1974 A Day with the Builders – C.J. Paulose
- 1975 The Nomad Puppeteer – Мани Каул
- 1976 Сароджини Найду – B.D. Garga
- 1977 Marvel of Memory – Н.К. Иссар
- 1978 Transformations – Зафар Хай
- 1979 Не вручалась

### 1980-е
- 1980 Malfunction – Панкадж Парашар
- 1981 They Call Me Chamar – Lokesh Lalvani
- 1982 Faces After the Storm – Пракаш Джха
- 1983 Experience India – Зафар Хай]
- 1984 Veer Savarkar – Prem Vaidya
- 1985 Charakku – Ом Пракаш Шарма
- 1986 Bombay: Our City – Ананд Патвардхан
- 1987 Не вручалась
- 1988 Не вручалась
- 1989 Не вручалась

### 1990-е
- 1990 Siddeshwari – Мани Каул
- 1991 Amjad Ali Khan – Гулзар
- 1992 Ram ke Naam – Ананд Патвардхан
- 1993 All in the Family – Кетан Мехта
- 1994 I Live in Behrampada – Madhushree Datta
- 1995 Manzar – Гопи Десаи
- 1996 A Narmada Diary – Ананд Патвардхан и Simantini Dhuru
- 1997 Beyond the Himalayas – Гаутам Гхош